# Флюоритова промисловість
Флюоритова промисловість (рос. флюоритовая промышленность, англ. fluor-spar industry; нім. Flussspatindustrie f) — галузь по видобутку і переробці плавиковошпатових руд з отриманням їх концентратів і окатишів. Основний метод збагачення плавиково-шпатових руд — флотація, зрідка гравітаційні методи. Для багатих крупновкрапленних руд використовується просте рудорозбирання в поєднанні з флотацією, що забезпечує отримання деякої кількості грудкового матеріалу, що використовується металургією як флюс.

## Основні напрями використання плавикового шпату
Основне споживання плавикового шпату в світі припадає на виробництво безводного фтористого водню і плавикової кислоти, що використовуються для одержання більш складних хімічних сполук на основі фтору (кріоліту, фтористого алюмінію та ін.), фтористих вуглеводнів, фреонів і фторопластів (застосовуються для виробництва спеціальних пластмасових виробів — тефлону та ін.) Світове споживання плавикової кислоти досягло рівня 650 тис. т на рік і продовжує зростати. Для виробництва HF використовуються найбільш якісні сорти плавиковошпатових концентратів, що містять понад 92 % CaF2, а для виготовлення безводного фтористого водню — концентрати з понад 97 % CaF2.
На другому місці споживання флюориту — використання власне плавикошпатових продуктів як флюсу в чорній металургії. Металургійні сорти флюоритового продукту повинні містити понад 65 % CaF2, але їхні технічні умови застосування висувають певні вимоги до ситового складу флюориту (частка грудок менше 50 мм — менше 10 %). Металургійні сорти плавикового шпату — дефіцитна сировина. Більша ж частина пропонованого до реалізації плавикошпатового концентрату дрібнозерниста. Для збільшення розмірів флюоритових грудок його брикетують.
Третій за значимістю напрям використання плавикового шпату — як компонент присадок зварювальних електродів, що підвищують міцність і якість зварювальних швів. Тут використовується малорозмірний гравітаційний і флотаційний флюоритові концентрати, але при цьому висуваються жорсткі вимоги по вмісту шкідливих домішок: S — менше 0,1 %, P — менше 0,1 %.
Крім того, флюоритовий концентрат використовують: — у атомній промисловості — для отримання тетрафториду урану (UF4) — проміжного продукту при збагаченні і регенерації ядерного палива; — при варінні скла (для зниження температур плавлення та підвищення прозорості) і емалей (для зниження температур плавлення і додання забарвлення); — у цементній промисловості — для зниження температури випалу клінкерної суміші і підвищення якості цементу; — як кислотна обробка стволів нафтових свердловин з метою підвищення вилучення нафти та ін..
Станом на кінець ХХ ст.. флюоритова промисловість була розвинена в ПАР, Мексиці, ФРН, Монголії, Чехії, Болгарії і КНР. Основні запаси плавиково-шпатових руд зосереджені в ПАР, Мексиці, Великій Британії, США, Франції, Італії, Таїланді, Іспанії, Кенії.
Станом на початок ХХІ ст. за даними U. S. Geological Survey (USGS), підтверджені ресурси флюориту в світі в даний час перевищують 500 млн т, при цьому основний їх обсяг припадає на ПАР, Мексику, Китай і Монголію. Світове виробництво плавикового шпату в 2003–2008 рр. постійно збільшувалася і до 2008 року досягло рівня 6 млн т. Світова економічна криза призвела до різкого падіння виробництва в 2009–2010 рр. до 5,4 млн тонн. Основним продуцентом плавикового шпату є Китай, на частку якого припадає понад 50 % усього світового випуску
цієї продукції. У Китаї діє понад 1000 невеликих копалень і 120 збагачувальних фабрик, найбільшим підприємством є збагачувальний комплекс компанії Yong Feng Fluospar (провінція Цзянсі).

## Основні світові продуценти і продукти промисловості
Значними продуцентами плавикошпатового концентрату на початку ХХІ ст.. також є Мексика, Монголія і ПАР. У Мексиці виробництво плавикового шпату істотно збільшилося — на 250 тис. т за період з 2004 р. по 2010 р. і склало в 2010 близько 1 млн тонн. Сумарна частка Монголії і ПАР стабільно зберігається протягом останніх 10-ти років на рівні 10–13 % від світової. При цьому для ПАР зменшується, а частка Монголії збільшується. Перспективні полевошпатові проекти (ГРР) на початку ХХІ ст. реалізуються у Швеції та Норвегії. Водночас ряд країн припинив випуск флюориту — це США (в 2004 р.) і Франція (у 2007 р.), які стали його імпортерами.
На світовому ринку флюориту є два основних продукти: металургійний сорт (грудкові і тонко дисперсні флотоконцентрати, а також котуни зі вмістом CaF2 <95 %) і кислотний сорт (тонкодисперсні флотаційні концентрати, CaF2 >95 %).
Металургійний флюорит. Великими його імпортерами є Японія, Бельгія, Росія, які мають значні металургійні виробництва, а також Китай, що має свої запаси, але й імпортує флюорит з Монголії. Основними постачальниками металургійного флюоритового концентрату на світовий ринок є Мексика і Монголія. Значні обсяги також постачають Марокко і ПАР.
Кислотний флюорит. Через відсутність власної сировинної бази та виробництва кислотного флюоритового концентрату США є найбільшим його імпортером у світі. Значні обсяги імпортують Німеччина, Японія та Італія, в яких розташовані великі хімічні виробництва. Основним постачальником кислотного флюоритового концентрату в світі є Китай. Значні обсяги флюориту поставляють на світовий ринок також Мексика, ПАР і, в 2010 р., Намібія.